# Konspirační teorie o smrti Alexandra Dubčeka

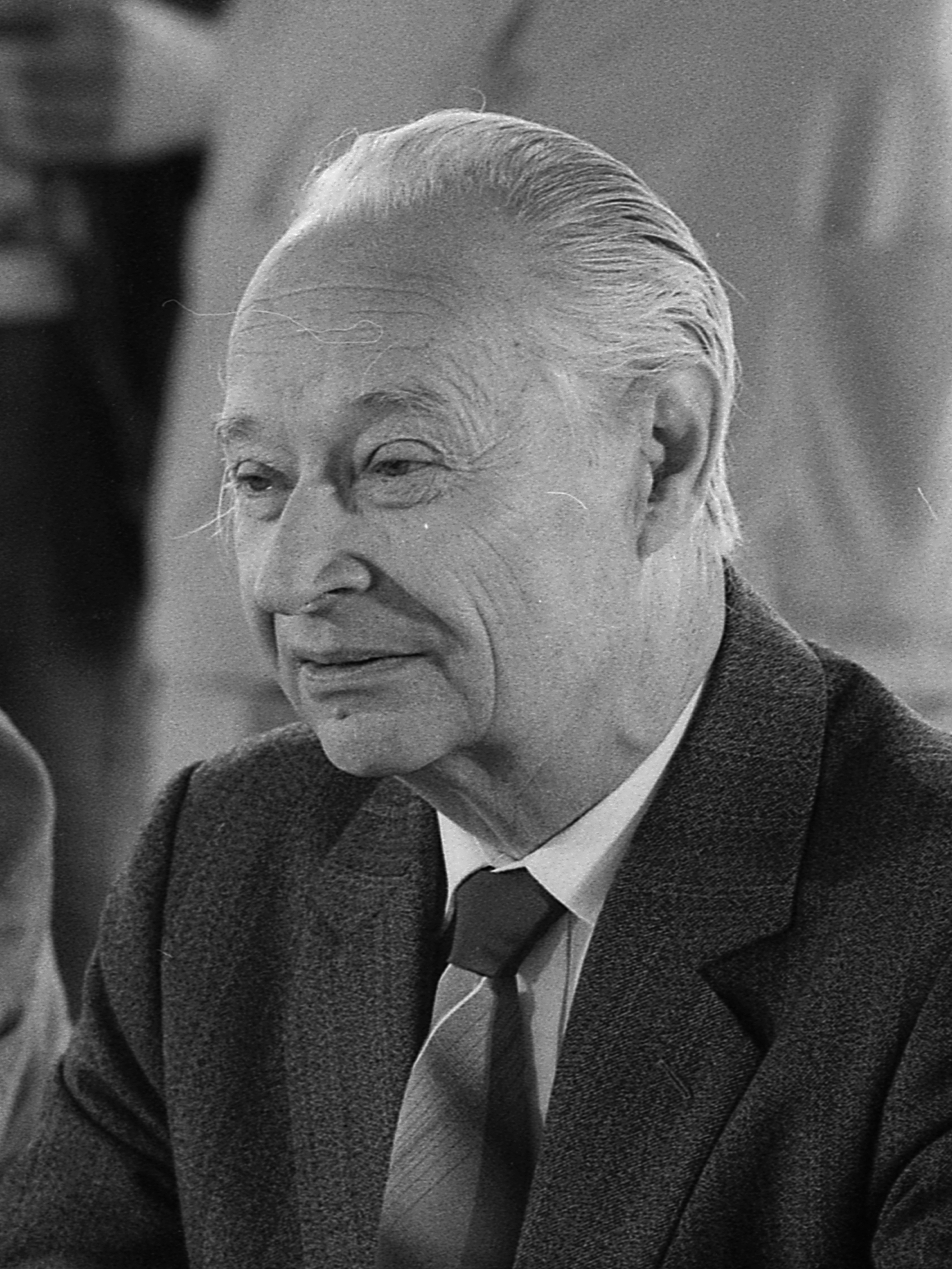
Alexander Dubček v roce 1990, dva roky před svou smrtí

Po smrti politika Alexandra Dubčeka při autonehodě dne 1. září 1992 se objevily teorie a městské legendy, které nejčastěji označují Dubčekovu autonehodu jako vraždu na objednávku. Je jednou z nejznámějších českých (československých) konspiračních teorií.

## Pozadí
Alexandr Dubček byl československý politik slovenského původu, v letech 1968 až 1969 první tajemník ÚV KSČ, jedna z hlavních osobností pražského jara a po sametové revoluci předseda Federálního shromáždění. Byl také zvažován jako jeden z kandidátů na porevolučního prezidenta místo tehdy zvoleného Václava Havla. V roce 1992 se stal předsedou Sociálnědemokratické strany Slovenska a byl za ni zvolen do FS.
Při cestě na zasedání Federálního shromáždění dne 1. září 1992 kolem 9. hodiny utrpěl Dubček vážná zranění při dopravní nehodě v km 88,9 dálnice D1 u Humpolce, když jeho služební automobil BMW E34 535i ve vysoké rychlosti (114–131 km/h) za hustého deště vlivem aquaplaningu dostal smyk a vyletěl z dálnice. Dubček, který seděl nepřipoután na zadním sedadle, vypadl z vozu. Po nehodě byl v bezvědomí hospitalizován v pražské nemocnici Na Homolce, kde na následky zranění 7. listopadu zemřel. Pod patronací slovenské vlády byl Dubčekovi uspořádán státní pohřeb. Pohřben je na bratislavském hřbitově Slávičie údolie. Jeho služební řidič Ján Rezník, který jej vezl na zasedání Federálního shromáždění z Bratislavy do Prahy, byl později odsouzen na 1 rok nepodmíněně, díky amnestii na Slovensku však do vězení nemusel.

## Konspirační teorie

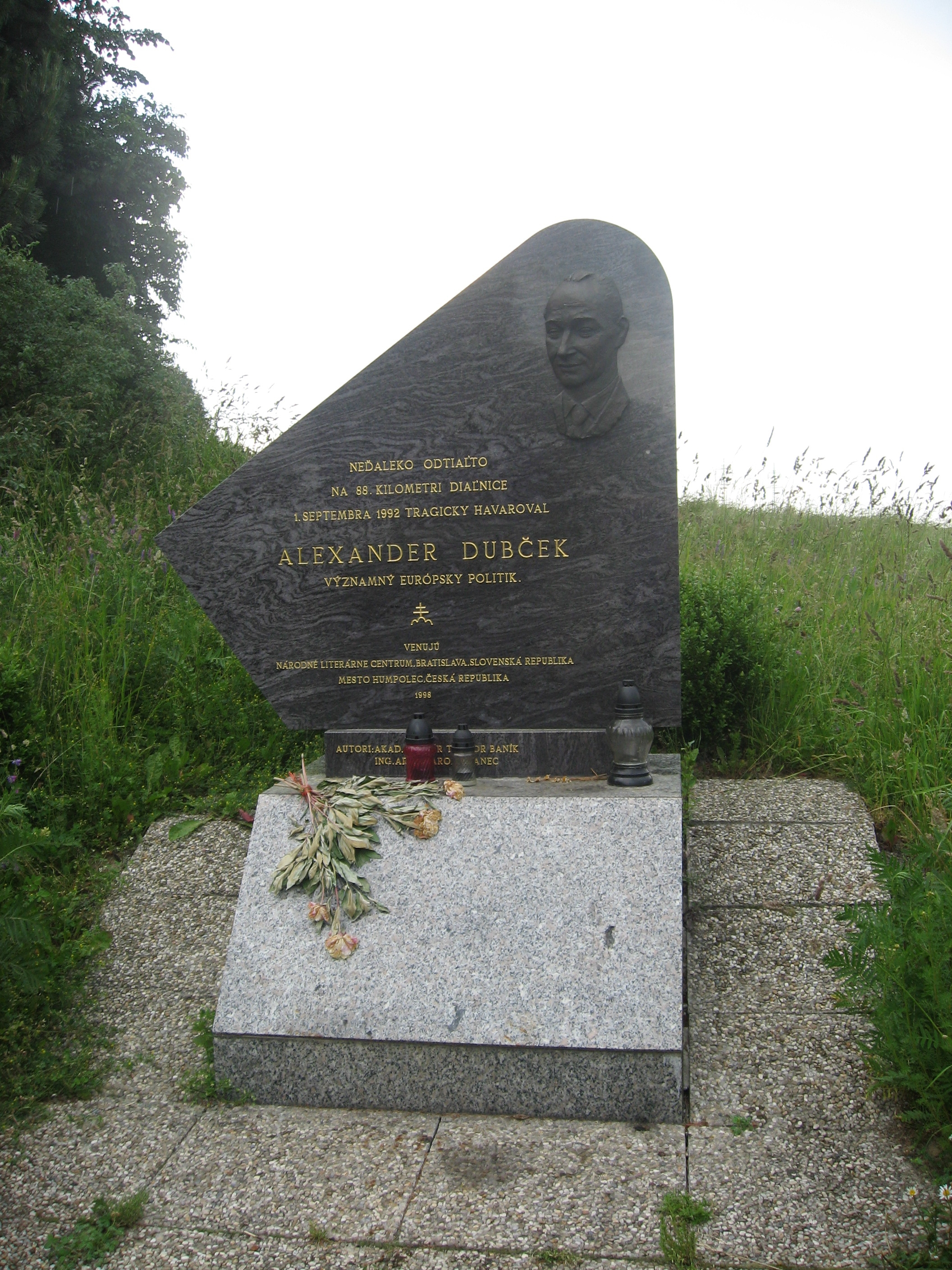
Památník poblíž místa nehody

Konspirační teorie se zabývají zejména tím, že šlo ve skutečnosti o vraždu nepohodlného politika. Zájem na jeho smrti měla mít sovětská tajná služba KGB či slovenský premiér Vladimír Mečiar. Jako hlavní důkazy konspirátoři uváději:
- Služební vůz ve srázu pod dálnicí nebyl vidět a vypadalo to, jakoby ho někdo úmyslně ukryl.
- Z místa zmizela Dubčekova aktovka, ve které měl údajně mít dokumenty o pražském jaru i rozdělení ČSFR.[5]
- Ve stejný den byl neznámými pachateli zavražděn uškrcením Piotr Jaroszewicz, bývalý premiér Polska v letech 1970 až 1980. S Dubčekem měli vypovídat v Moskvě před ústavním soudem o praktikách sovětského stranického vedení na jaře a v létě roku 1968.[6]
- Zatímco řidič vyvázl jen s lehkými zraněními, Dubček byl katapultován z auta a ležel až 20 metrů od něj s těžkým zraněním páteře.[7][8]
- Dubček byl nelogicky převezen do Prahy místo mnohem bližšího Brna.[9]

Ve skutečnosti nebylo zjištěno cizí zavinění. Úsek dálnice, kde se autonehoda stala, je jeden z nejnebezpečnějších úseků na území Česka. Havarovala zde i zpěvačka Marika Gombitová, herec Petr Haničinec, ministr Josef Bakšay a další. Dubček navíc během soudu v Moskvě neměl přednést nic tajného a není ani potvrzeno, že by se nějaká aktovka nebo dokumenty z místa činu ztratily. Příčinou Dubčekova „vystřelení“ z auta pak bylo zejména to, že jel bez zapnutého bezpečnostního pásu. Ministerstvo vnitra definitivně uzavřelo vyšetřování až v roce 2000.
Vražda Piotra Jaroszewicze byla objasněna v roce 2018, kdy polská policie dopadla tři vrahy. Ti byli spojení s takzvaným gangem karatistů, který v devadesátých letech vykrádal vily. Hlavním motivem tak nejspíš byla loupež.

## V kultuře
Tato teorie se objevuje v několika lidových vtipech, například „Víte, kdy měl naposledy Mečiar na sobě montérky? Když Dubčekovi seřizoval brzdy…“ V písni Pijánovka hudební skupiny Tři sestry z roku 1993 se zpívalo: „U Humpolce v příkrym kopci často bouraj politici.“
Nehodě a teorii se věnovala také jedna z epizod pořadu Teorie spiknutí na portálu Stream.cz, která ale možnost vraždy vyloučila.